# Malthinus mutabilis
Malthinus mutabilis es una especie de coleóptero de la familia Cantharidae.

## Distribución geográfica
Es endémica de las islas Canarias (España).